# Helius (Rhampholimnobia) deentoo
Helius (Rhampholimnobia) deentoo is een tweevleugelige uit de familie steltmuggen (Limoniidae). De soort komt voor in het Australaziatisch gebied.